# 白金三光町
白金三光町（しろかねさんこうちょう）は、東京市芝区（現・東京都港区）にかつて存在した町名。

## 歴史
もと白金村の内字上三光、下三光、名光、東名光、西名光、卒古台、松久保、雷神下の地である。明治24年（1891年）3月、合して1町となし「白金三光町」と称し東京市に属す。その内上三光には、もと上杉氏、分部氏の別邸、及び旧幕府書院番組屋敷址その他の土地があった。明治5年（1872年）、合して「白金上三光町」といった所がある。
下三光には黒田氏、伊達氏の別邸、及び土地が存在し、明治5年（1872年）、合して「白金下三光町」を立てた所がある。また町の東北には俗に「鷺森」と称し、寛永中鷺森明神の門前町を開き、明治2年（1869年）、立てて「白金錦町」と称した地がある。
1967年（昭和42年）及び1969年（昭和44年）に実施された住居表示にともない、現在の港区高輪、港区白金、港区白金台となった。

## 地域

### 教育
- 聖心女子学院
- 香蘭女学校

### 施設
宗教
- 松秀寺（時宗）[4]
- 興禅寺（臨済宗妙心寺派）[4]
- 重秀寺（臨済宗妙心寺派）[4]

その他
- 自営館

### 地主・家主
- 岸田彌右衛門（地家主）[5] - 岸田家は、白金村と称した時代名主をつとめた旧家であり、代々彌右衛門を襲名した[5]。

## 出身・ゆかりのある人物
- 上田敏（詩人、英文学者、京都帝大教授）
- 初代快楽亭ブラック（落語家）
- 小杉天外（著作業）[6]
- 園田孝吉（実業家、横浜正金銀行頭取、男爵）
- 伊達宗陳（侯爵、宮中顧問官）
- 長岡安平（造園家）